# Veneri paleolitiche

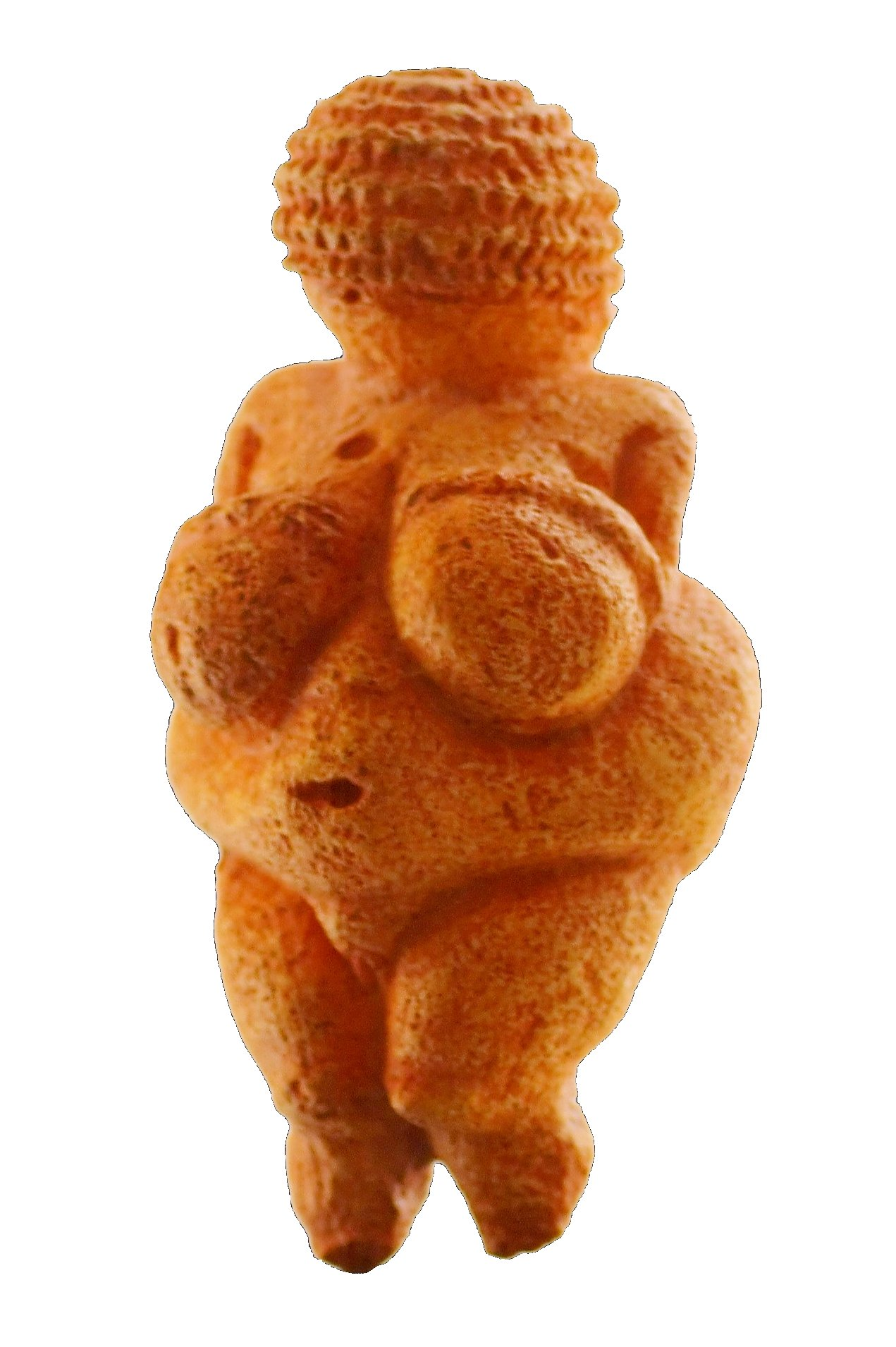
La venere di Willendorf, una delle più celebri veneri callipige

Le veneri paleolitiche sono piccole statue preistoriche raffiguranti donne con gli attributi sessuali molto pronunciati e ritratti con certo realismo (laddove il resto del corpo, a partire dal viso, è raffigurato in modo assai approssimativo). Vengono dette anche "veneri steatopigie" (dalle parole greche στέαρ, στέατος, "grasso", "adipe", e πυγή, "natiche", quindi "dalle grosse natiche") o callipigie (sempre dal greco καλλιπύγος, composto di κάλλος, "bellezza", e πυγή, quindi "dalle belle natiche").

## Caratteristiche generali
Le veneri rappresentano le prime raffigurazioni del corpo umano. Sono di dimensioni minute (alcune intorno ai 20 cm, altre di soli 4 cm).
I materiali più utilizzati sono steatite, calcite, calcare marmoso.
Tali "veneri" sono state rinvenute in diverse località europee, tra cui Brassempouy, Lespugue, Willendorf, Malta, Savignano sul Panaro e Balzi Rossi, ma sono di fatto diffuse dall'Atlantico alla Siberia. Mentre la tradizione vuole che esse appartengano alla facies aurignaziana, esse per lo più sono in realtà gravettiane e solutreane: la datazione resta comunque controversa, dato che i ritrovamenti sono avvenuti spesso in condizioni che non assicurano una corretta ricostruzione scientifica.
Oltre alla produzione gravetto-solutreana, esistono veneri risalenti alla più recente cultura magdaleniana, come la Venere di Monruz di 11.000 anni fa. Ad oggi si conosce un solo esemplare della più antica cultura aurignaziana, la Venere di Hohle Fels, ritrovata nel 2008 in Germania e datata intorno ai 35.000 anni fa.
Il motivo di tali rappresentazioni resta del tutto ipotetico: mentre alcuni ritengono che queste statuine vadano interpretate come raffigurazioni realistiche della femminilità dell'epoca (così la steatopigia resta una caratteristica di Ottentotti e Boscimani), secondo altri tali raffigurazioni corrispondono alle prime speculazioni dell'uomo neolitico intorno al rapporto tra natura e vita: l'osservazione del ciclo delle stagioni suggerì che la vita stessa era legata ad un ciclo. Essendo la donna origine della vita del figlio, si sarebbe sviluppato un culto della Dea Madre.

## Statuine esemplari
| Nome                      | Età (appros.)   | Luogo ritrovamento   | Stato                       | Materiale                  | Immagine          |
| ------------------------- | --------------- | -------------------- | --------------------------- | -------------------------- | ----------------- |
| Venere di Tan-Tan         | 500.000-300.000 | Tan-Tan              | Marocco                     | quarzite                   |                   |
| Venere di Berekhat Ram    | 230.000         | Alture del Golan     | Siria (occupate da Israele) | tufo                       |                   |
| Venere di Hohle Fels      | 35.000 - 40.000 | Baden-Württemberg    | Germania                    | avorio di mammut           |                   |
| Venere di Galgenberg      | 30.000          | Bassa Austria        | Austria                     | serpentino                 |                   |
| Venere di Dolní Věstonice | 27.000 - 31.000 | Moravia              | Repubblica Ceca             | ceramica                   |                   |
| Venere di Lespugue        | 27.000          | Pirenei francesi     | Francia                     | avorio                     |                   |
| Venere di Willendorf      | 24.000 - 26.000 | Bassa Austria        | Austria                     | calcare                    |                   |
| Venere di Mal'ta          | 23.000          | Oblast' di Irkutsk   | Russia                      | avorio                     |                   |
| Venere di Moravany        | 23.000          | Záhorie              | Slovacchia                  | avorio                     |                   |
| Venere di Brassempouy     | 22.000          | Aquitania            | Francia                     | avorio                     |                   |
| Venere di Laussel         | 20.000          | Dordogna             | Francia                     | bassorilievo su calcare    |                   |
| Venere di Frasassi        | 20.000          | Marche               | Italia                      | bassorilievo su stalattite |                   |
| Veneri di Parabita        | 12.000-14.000   | Parabita             | Italia                      | osso di cavallo            |                   |
| Veneri di Gönnersdorf     | 11.500-15.000   | Gönnersdorf          | Germania                    | avorio, rami, osso         |                   |
| Venere di Monruz          | 11.000          | Canton Neuchâtel     | Svizzera                    | giaietto                   |                   |
| Venere del Trasimeno      | 10.000-40.000   | Lago Trasimeno       | Italia                      | steatite                   |                   |
| Venere di Parrano         | 10.000-20.000   | Parrano              | Italia                      | steatite                   |                   |
| Venere di Savignano       | incerta         | Savignano sul Panaro | Italia                      | serpentino                 |                   |
| Venere degli Alimini      | Mesolitico      | Laghi Alimini        | Italia                      | diafisi animale            |                   |
| Venere di Chiozza         | Neolitico       | Scandiano            | Italia                      | pietra                     | Venere di Chiozza |
| Venere dei Balzi Rossi    |                 | Balzi Rossi          | Italia                      |                            |                   |